# Jan Wildens

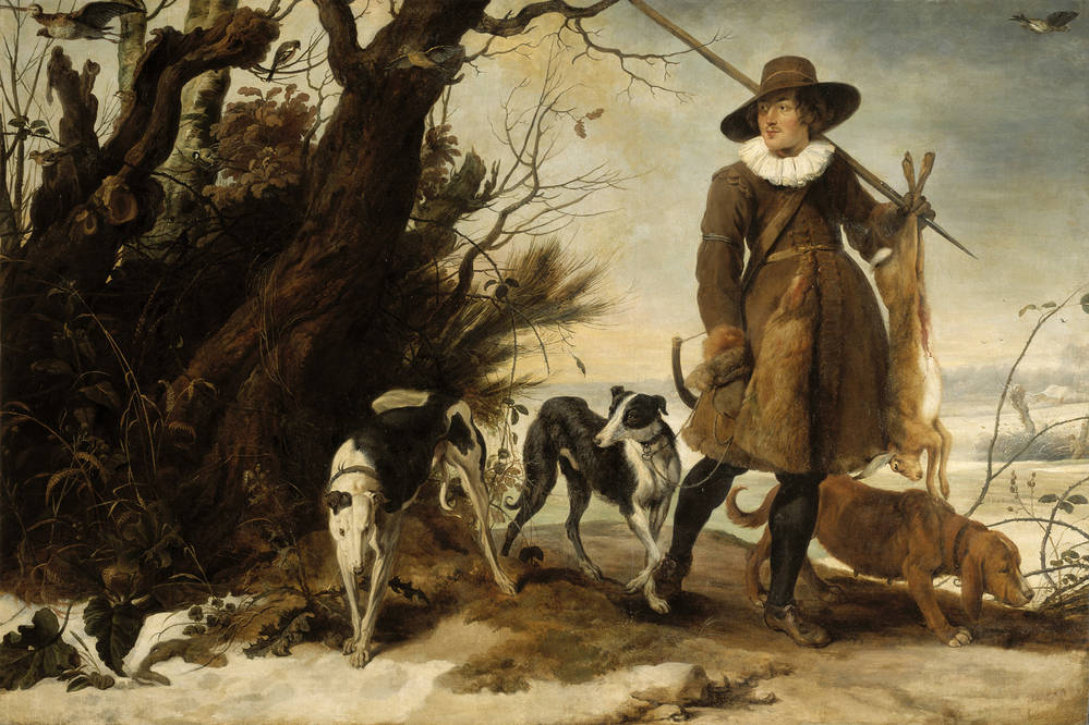
Paisaje invernal con cazador, 1624, Gemäldegalerie Alte Meister.

Jan Wildens o Jan van Wildens (Amberes, 1584/86-16 de octubre de 1653) fue un pintor y dibujante barroco flamenco, especializado en paisajes que incluyen pequeñas escenas costumbristas y de caza. Se le reconoce por haber trabajado como ayudante de Rubens. 

## Biografía
Se formó como discípulo de un pintor del que no se tienen muchas referencias, Pieter Verhult, alias Floris. Wildens se incorporó al gremio de San Lucas de Amberes en 1604, en calidad de maestro. Se reconocen como influencias de esta primera etapa a Jan Brueghel el Viejo, Adriaen van Stalbemt, Joos de Momper y Gillis van Coninxloo. Partió a Italia en 1613, y al año siguiente publicó en la península una serie de doce grabados dedicados a las estaciones del año. En Roma fue influenciado por las obras de Paul Bril y su estilo menos arcaico. Al regresar a Amberes, hacia 1616, se convirtió en colaborador frecuente de Peter Paul Rubens, sobre todo encargándose de realizar los paisajes y fondos ubicados en el segundo plano de las composiciones de tema histórico. La relación entre ambos se convirtió en cercanía y amistad. Incluso Rubens fungió como padrino de matrimonio de Wildens, para luego casarse con Helena Fourment, sobrina política de Wildens. La carrera de este último continuó pintando fondos paisajísticos para muchos otros pintores, como Jacob Jordaens, Frans Snyders, Cornelis Schut, Abraham Janssens, Cornelis de Vos, Gerard Seghers y Theodoor Rombouts. Esta especialización en el género del paisaje lo animó a producir sus propias obras de pequeño formato, aunque claramente su mayor volumen de trabajo se encontraría en pinturas firmadas por otros. Muchas de estas obras propias se convirtieron en estampas, gracias al trabajo de los grabadores Andries Stock, Hendrick Hondius y Jacob Matham.